# Печа (река, впадает в Печгубу)
Печа (Лебяжья, Хариусная) — река в Мурманской области России. Протекает по территориям городского округа город Оленегорск с подведомственной территорией, Кольского и Ловозерского районов. Впадает в озеро Печгуба.
Длина реки составляет 50 км. Площадь бассейна 671 км².

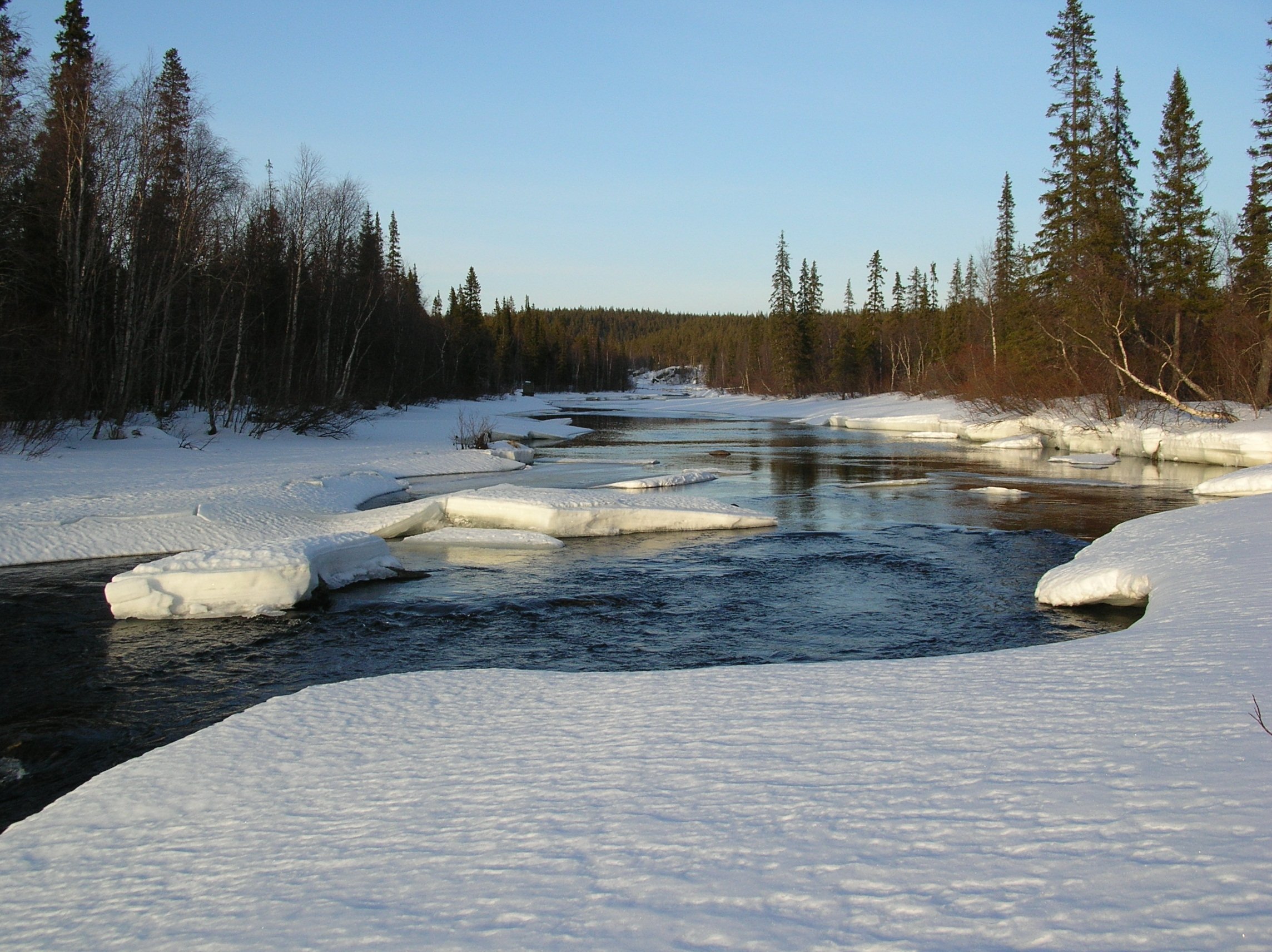

Берёт начало в безымянном озере на южном склоне горы Юксвыд на высоте 332 м над уровнем моря на территории Ловозерского района. Протекает по лесной, местами болотистой местности. Проходит через озёра Савельево, Рамозеро, Окунёво, Лебяжье, Сухое, Нелкозеро, Мордозеро, Кочкозеро и Печозеро. В верхнем течении носит название Хариусная, в среднем — Лебяжья, в нижнем — Печа. В 9,4 км от устья принимает левый приток Симба. Впадает в озеро Печгуба (бассейн Имандры) на высоте 127,5 м над уровнем моря. Скорость в нижнем течении 0,3-0,4 м/с. Населённых пунктов на реке нет. Через Лебяжью перекинут железобетонный автомобильный мост на автодороге Оленегорск—Ловозеро.

## Данные водного реестра
По данным государственного водного реестра России относится к Баренцево-Беломорскому бассейновому округу, водохозяйственный участок реки — река Нива, включая озеро Имандра. Речной бассейн реки — бассейны рек Кольского полуострова и Карелии.
Код объекта в государственном водном реестре — 02020000312101000010362.